# Ramzán Kadírov
Ramzán Ajmátovich Kadírov (en ruso: Рамза́н Ахма́тович Кады́ров, en checheno: Къадар АхIмат-кIант Ръамазан; Tsentorói, 5 de octubre de 1976) es un político y militar ruso de origen checheno. Desde el 15 de febrero de 2007 ejerce como jefe de la República de Chechenia; anteriormente ejerció el cargo de primer ministro de esa república rusa desde el 4 de marzo de 2006 hasta el 15 de febrero de 2007.
Kadírov es hijo del expresidente checheno Ajmat Kadírov, quien cambió de bando en la segunda guerra chechena al ofrecer su servicio a la administración de Vladímir Putin en Rusia y se convirtió en presidente checheno en 2003. Ajmat Kadírov fue asesinado en mayo de 2004. En febrero de 2007, Ramzán Kadírov sustituyó a Alu Aljánov como presidente, poco después de que cumpliera treinta años, que es la edad mínima para ocupar el cargo. Participó en violentas luchas de poder con los comandantes chechenos Sulim Yamadayev (fallecido en 2009) y Said-Magomed Kakiyev por la autoridad militar general, y con Aljánov por la autoridad política. Desde noviembre de 2015 es miembro de la Comisión Asesora del Consejo de Estado de la Federación de Rusia.
A Ramzan Kadirov algunos medios occidentales le han acusado de participar en la organización de asesinatos de activistas de derechos humanos y sus detractores en el extranjero, y también de abusar de su poder mediante el uso de fuerzas policiales y militares para secuestrar y torturar a los familiares de sus detractores (incluidos mujeres y niños) en la República de Chechenia y otras regiones de la Federación Rusa, acusación que ha negado públicamente.

## Biografía

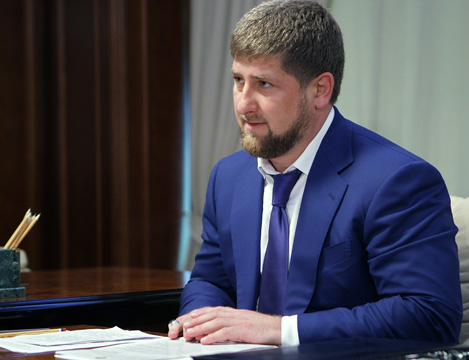
Kadírov en 2010.

Hijo del dirigente checheno asesinado Ajmat Kadírov, accedió al cargo de primer ministro tras el grave accidente automovilístico de su predecesor Serguéi Abrámov, con la aprobación del Parlamento regional checheno y el aval del presidente ruso Vladímir Putin, que mantiene así un importante aliado de etnia chechena en el conflicto con los independentistas. Ramzán Kadírov es conocido especialmente porque comanda una fuerza militar de tres mil hombres, llamados kadírovtsi o kadirovitas, que sobre el terreno ha permitido al gobierno federal reducir la presencia de tropas rusas. Los kadírovtsi han sido frecuentemente acusados de cometer numerosos actos de brutalidad y violaciones de los derechos humanos; sin embargo, Putin condecoró a Kadírov con la medalla de Héroe de la Federación Rusa. Kadírov es también presidente del club de fútbol más destacado de Chechenia: el FC Terek Grozni.

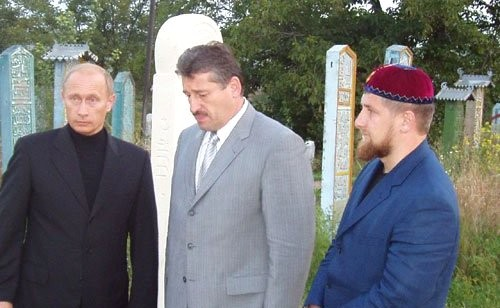
Vladímir Putin, Alú Aljánov y Kadírov en 2004.

Con motivo del atentado de la maratón de Boston de 2013, realizado por dos hermanos de origen checheno (Dzhojar y Tamerlán Tsarnáev), Kadírov declaró «las raíces del mal están en Estados Unidos» y cuestionó el origen de los perpetradores.

## Jefe de la República de Chechenia
Ramzán Kadirov fue nominado para un segundo mandato como presidente (ahora conocido como Jefe de la República de Chechenia) por el presidente ruso Dmitry Medvédev el 28 de febrero de 2011.
El 8 de marzo, capitaneó un equipo de fútbol checheno que incluía a los actuales jugadores del FC Terek Grozny, exjugadores de la selección nacional de fútbol de la Unión Soviética y el excentrocampista alemán Lothar Matthaeus en un partido contra el equipo Brasil XI que incluía a exbalompedistas brasileños como Romario, Dunga, Bebeto y Cafú. Kadírov anotó dos veces durante el partido, pero su equipo perdió 6-4 ante el equipo brasileño. Kadírov dijo que había organizado el partido para demostrar que Chechenia se había recuperado de años de conflicto separatista. También dijo que a los brasileños no se les pagó para que aparecieran, sino que lo hicieron por buena voluntad y a cambio de una donación a las víctimas de las inundaciones en Brasil.
Kadírov prestó juramento como jefe de la república el 5 de abril de 2011. En noviembre de 2012, visitó Azerbaiyán para firmar acuerdos intergubernamentales.  En diciembre de 2012, ordenó el cierre del periódico Kadyrov's Path después de que uno de sus reporteros le hiciera una pregunta a Putin sobre la violencia que alguna vez se centró en Chechenia y se extendiera a otras repúblicas y siguiera preguntando sobre el destino de una estación de radio local. Según los informes, a Kadírov no le gustó la pregunta que el reportero le hizo a Putin.
Kadírov calificó el derrocamiento del expresidente de Ucrania Víktor Yanukóvich como un «golpe de Estado» y un intento deliberado de ejercer presión sobre Rusia a través de Ucrania, sin embargo, al mismo tiempo culpó a Yanukóvich por la situación en Ucrania. El 28 de febrero de 2014, afirmó que estaba dispuesto a enviar fuerzas de mantenimiento de la paz y un envío de ayuda humanitaria a Crimea.
 

Después del atentado de Grozni en 2014, en el que se sospechó de la mano del Estado Islámico, dijo que podría bloquear Internet en Chechenia, ya que cualquiera podría encontrar y escuchar fácilmente un sermón de un yihadista. Después de que Kadírov lanzara una diatriba contra el EI en Instagram por amenazar a Rusia, el comandante del Estado Islámico, Omar al-Shishani, ofreció una recompensa de 5 millones de dólares por él.

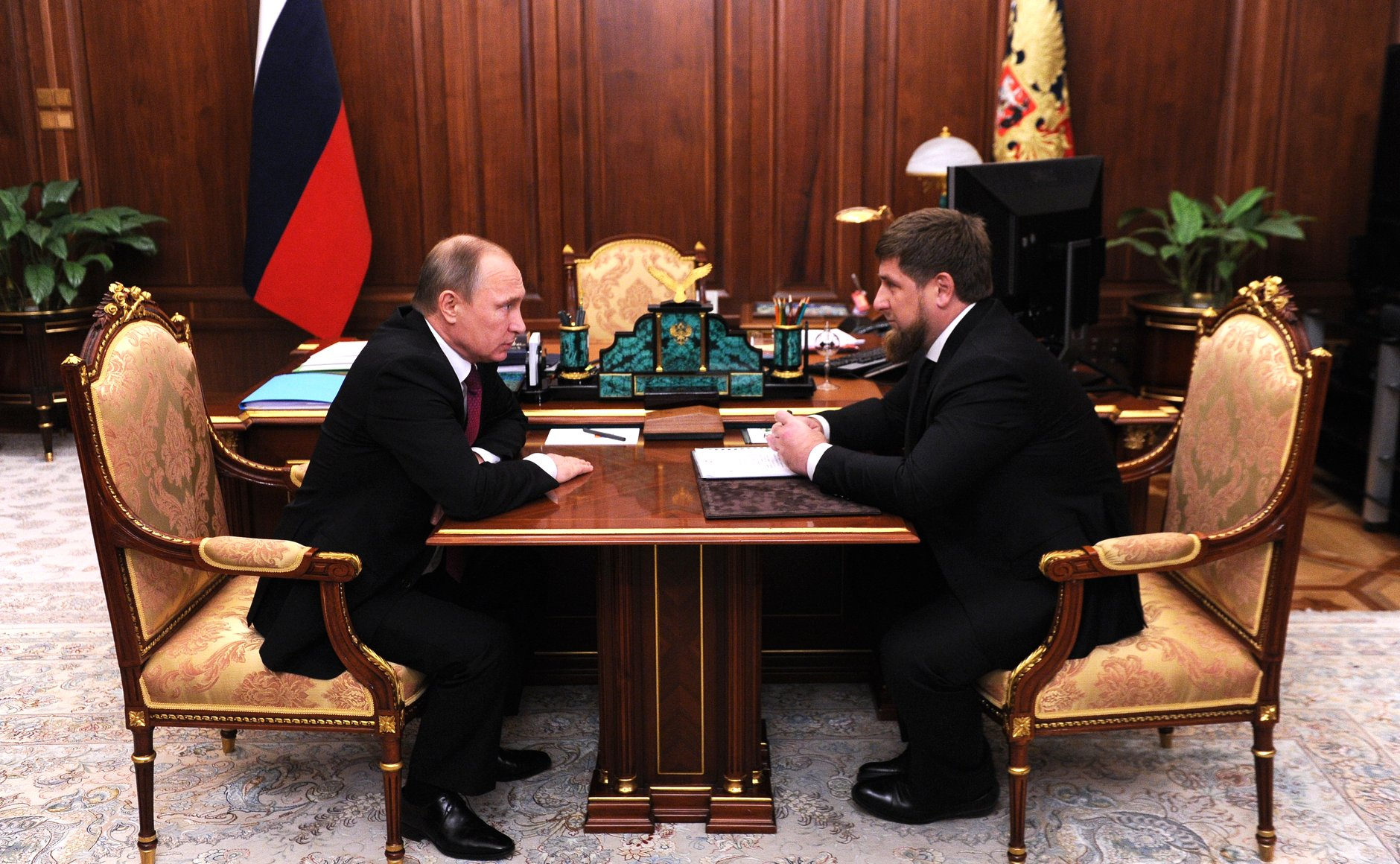
El dirigente checheno Ramzán Kadírov junto al presidente ruso Vladímir Putin en 2015.

Kadírov anunció el 27 de febrero de 2016 que dejaría el cargo al final de su segundo mandato, que expiraba el 5 de abril. Sin embargo, más tarde decidió presentarse a las elecciones que se iban a celebrar en septiembre. Putin lo nombró jefe interino de Chechenia hasta las elecciones en un decreto firmado el 25 de marzo.
Kadírov lanzó su reality show titulado The Team y el primer episodio fue emitido por Channel One el 30 de junio. Kadírov invitó a personas de toda Rusia a inscribirse en el concurso. El ganador del concurso pasará a ser jefe de la Agencia de Desarrollo Estratégico de Chechenia.
El 18 de septiembre de 2016, Kadírov fue reelegido con casi el 98 % de los votos. Philip Varychenko, oriundo de Düsseldorf, fue elegido como el ganador del reality show de Kadírov el 22 de noviembre y fue nombrado asistente del gobierno.  Kadyrov visitó Arabia Saudita el 27 de noviembre, donde se reunió con el príncipe heredero Mohammad bin Salman. Durante la reunión, discutieron las relaciones entre Rusia y Arabia Saudita, así como temas de interés común.  También visitó los Emiratos Árabes Unidos el mismo día y se reunió con Mohammed bin Zayed Al Nahyan, el príncipe heredero de Abu Dabi. Los dos hablaron de amistad, cooperación y fortalecimiento de lazos. 
El 28 de noviembre, declaró que a los veteranos de las fuerzas especiales estadounidenses no se les permitiría entrenar al personal de seguridad e inteligencia en una «ciudad táctica» en Gudermés porque «no eran tan buenos como las fuerzas especiales rusas y había sanciones contra todas las estructuras oficiales de Estados Unidos».  El 29 de noviembre, afirmó en una entrevista con Asharq Al-Awsat que solo unas pocas docenas de chechenos estaban luchando con el Estado Islámico, y agregó que la mayoría de ellos crecieron en Europa Occidental. También afirmó que las medidas adoptadas por las autoridades chechenas habían logrado traer de vuelta a muchos jóvenes reclutas antes de que llegaran a Siria.
Durante una entrevista emitida el 27 de noviembre de 2017, Kadyrov declaró que estaba dispuesto a dimitir como jefe de la República de Chechenia, calificándolo de «sueño», ya que consideraba que la responsabilidad era «demasiado pesada». Anunció el 5 de diciembre que ningún atleta checheno participará bajo bandera neutral en los Juegos Olímpicos de Invierno de 2018.

### Invasión rusa de Ucrania

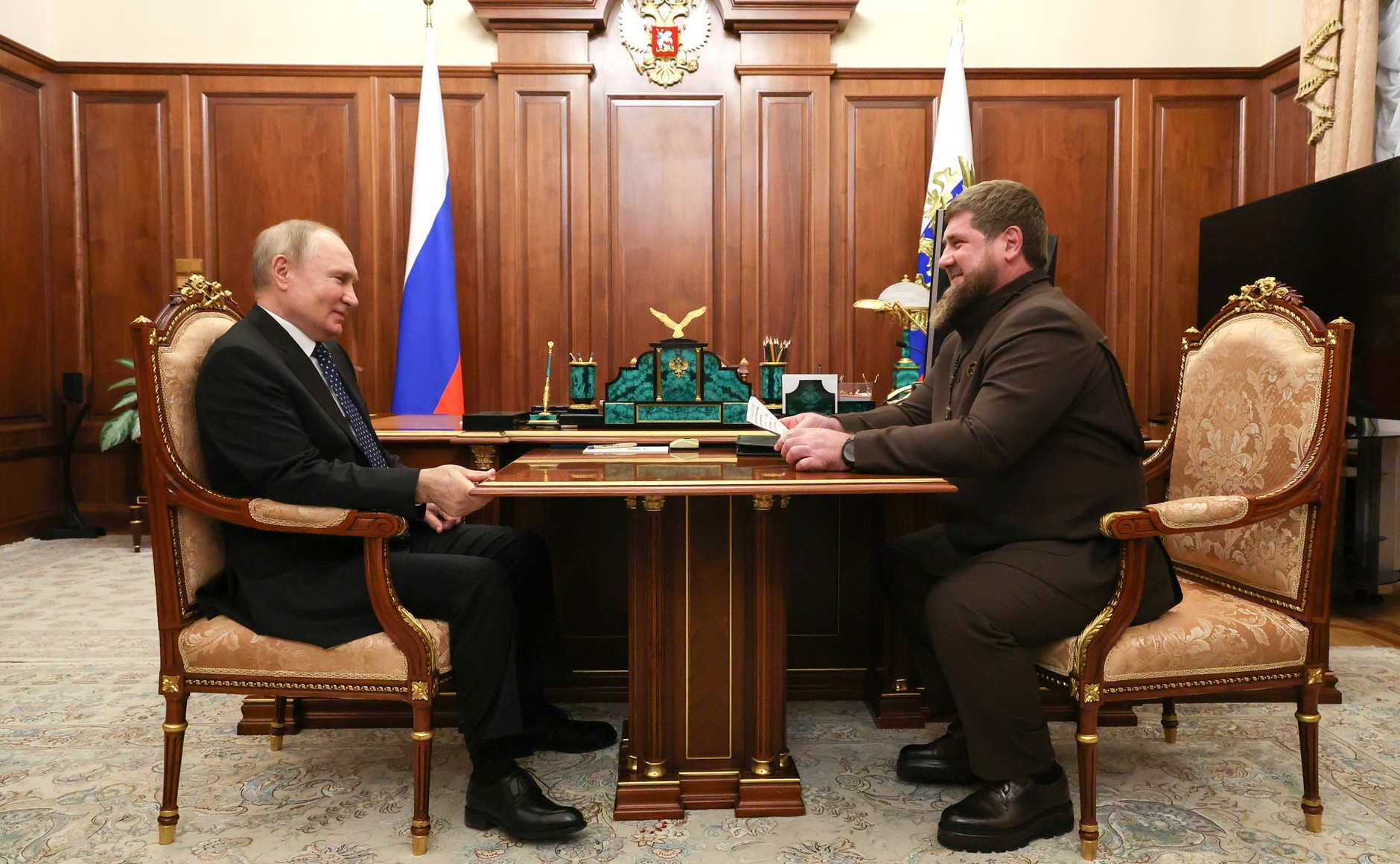
Kadírov junto a Putin en 2023.

Durante la invasión rusa de Ucrania en 2022, se informó que Kadyrov participó en operaciones rusas fuera de Kiev. En un video que publicó en Telegram, pidió a las fuerzas ucranianas que se rindieran «o estarán acabados». El portavoz del Kremlin Dmitri Peskov dijo que el Kremlin no tenía información sobre si Kadyrov estaba en Ucrania. The Telegraph informó que en dos ocasiones en que Kadyrov había dicho que estaba en Ucrania, se demostró que no lo estaba. En un caso, dijo que estaba en Mariupol en una gasolinera y publicó una foto, pero la bomba en el fondo, la marca Pulsar de Rosneft, no funciona en Ucrania. En otra ocasión, Kadyrov publicó un video que sugería que se reuniría con tropas en Mariupol, pero recibió a un funcionario ruso en Grozni el mismo día.
El 28 de marzo de 2022, el presidente Putin ascendió a Kadyrov al rango de teniente general.
El 26 de mayo de 2022, Kadyrov amenazó a Polonia. Aparentemente molesto por el suministro de armas de Polonia a Ucrania.
El 10 de septiembre de 2022, Kadyrov, molesto por la retirada de las tropas rusas en Izium, pidió la declaración de la ley marcial y la movilización militar total en Rusia. El 22 de septiembre de 2022, Kadyrov dijo que la movilización rusa de 2022 no se implementaría en la República de Chechenia.
El 1 de octubre de 2022, Kadyrov pidió a Rusia que usara armas nucleares de bajo rendimiento en Ucrania, en respuesta a la pérdida de Rusia de la importante ciudad ucraniana de Limán. Dos días después, anunció que enviaría a tres hijos menores de edad, de 14, 15 y 16 años, como niños soldados al frente en Ucrania, un posible crimen de guerra.
El 5 de octubre de 2022, Kadyrov anunció que el presidente Putin lo había ascendido de teniente general al rango de coronel general.

### Religión
Después de un accidente automovilístico en noviembre de 2005, en el que resultó herido el primer ministro de Chechenia, Sergey Abramov, Kadirov fue nombrado primer ministro interino el 18 de noviembre de 2005. Inmediatamente procedió a implementar elementos de la ley Sharia, como prohibir el juego y la producción de alcohol. 
En febrero de 2006, respondiendo a la publicación de las caricaturas de Mahoma, acusó a los daneses de «espiar» y ser «proterroristas». También prohibió la entrada de ciudadanos daneses a Chechenia, prohibiendo la actividad del Danish Refugee Council, la organización no gubernamental más grande que trabaja en la región. Se cita a Kadirov diciendo: «Ese dibujante debe ser enterrado vivo». Finalmente Moscú lo presionó para que anulara esta decisión, un raro ejemplo de intervención federal en el gobierno de Kadirov en la república.
En septiembre de 2017, Kadirov condenó la persecución de los musulmanes rohinyás en Myanmar y organizó una manifestación en Grozni en apoyo del pueblo rohinyá perseguido. Kadirov se había comprometido a «oponerse a la posición de Rusia» si «apoya» al gobierno de Aung San Suu Kyi en Myanmar.

### Presunto envenenamiento
Kadírov sufrió varios problemas renales entre otros síntomas, el jefe de la región chechena fue a Emiratos Árabes Unidos ya que supuestamente no confiaba en Moscú. Se ha especulado que el Kremlin lo haya intentado eliminar ya que criticó con dureza la reconquista ucraniana de Izium y Limán.

## Políticas

### Derechos humanos
Kadírov ha estado personalmente implicado en varios casos de tortura y asesinato. Varios chechenos opuestos a Kadírov han sido asesinados en el extranjero, y varios testigos (entre ellos Artur Kurmakaev y Ruslan Khalidov) informan de la existencia de una «Lista de asesinatos» de trescientos nombres. Entre los chechenos que han sido asesinados, donde se sospecha la participación de Kadírov, se encuentran Movladi Baisarov y Ruslan Yamadayev (ambos de Moscú); Sulim Yamadayev (Dubái); Gazhi Edilsutanov, Islam Dzahnibekov, Ali Osaev (Estambul); y Umar Israilov (Viena).
Kadírov declaró en diciembre de 2009 que había ayudado personalmente a muchas de las víctimas de asesinato y a sus familias y que no era su enemigo. «No quiero matar, ¿con quién peleé? Luché contra terroristas. ¿A quién protegí? Protegí a toda Rusia para que la gente de Moscú o San Petersburgo... podría vivir en paz. Me acusan de matar mujeres y niños. No es cierto».

### Torturas y ejecuciones de hombres homosexuales

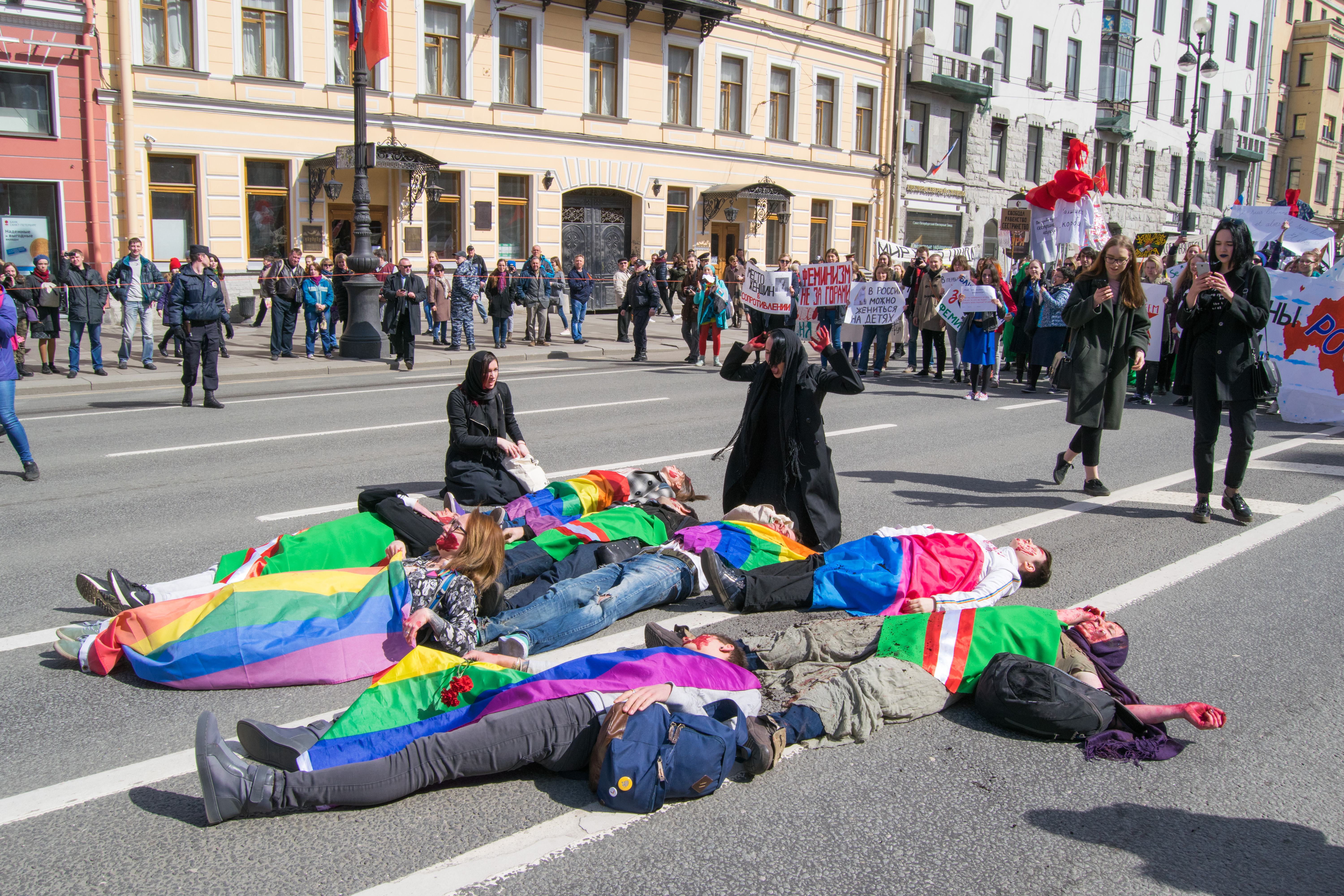
Manifestación por la persecución de los varones homosexuales en Chechenia.

Kadírov ha alentado previamente las ejecuciones extrajudiciales de hombres homosexuales por parte de miembros de la familia como una alternativa a la aplicación de la ley: en algunos casos, los hombres homosexuales en prisión han sido liberados antes de tiempo específicamente para permitir su asesinato por parte de familiares.
No tenemos ese tipo de gente aquí. No tenemos gays. Si los hay, llévalos a Canadá. Alabado sea Dios. Llévalos lejos de nosotros para que no los tengamos en casa. Para purificar nuestra sangre, si hay alguno aquí, tómalo.
En abril de 2017, los medios de comunicación internacionales informaron de que hombres homosexuales en Chechenia estaban siendo arrestados, detenidos y torturados como parte de un pogromo en toda la región. El presidente ruso, Vladímir Putin, dijo el 5 de mayo que pediría personalmente al fiscal general y al Ministerio del Interior rusos que ayudaran a la defensora de los derechos humanos del Kremlin, Tatyana Moskalkova, a verificar los abusos denunciados. El subsecretario de Relaciones Exteriores del Reino Unido, Sir Alan Duncan, dijo al Parlamento del Reino Unido que había sido informado de supuestos planes para eliminar a la comunidad gay de Chechenia antes del inicio del mes sagrado islámico del Ramadán, que comenzó el 26 de mayo de 2017.
Chechenia ha negado los informes, y su ministro del Interior calificó las acusaciones como una «broma del Día de los Inocentes». El portavoz de Kadírov, Alvi Karimov, rechazó las acusaciones y describió el informe del periódico ruso Novaya Gazeta como «mentiras absolutas y desinformación», basando su negación en la afirmación de que «no se puede detener y perseguir a personas que simplemente no existen en la república. Si hubiera esas personas en Chechenia, los órganos encargados de hacer cumplir la ley no tendrían que tener nada que ver con ellos porque sus familiares los enviarían a algún lugar del que no hay retorno».
En una entrevista con Real Sports de HBO emitida el 18 de julio, Kadírov dijo: «No tenemos ese tipo de gente aquí. No tenemos gays. Si los hay, llévalos a Canadá. Alabado sea Dios. Llévalos lejos de nosotros para que no los tengamos en casa. Para purificar nuestra sangre, si hay alguno aquí, tómalo».Añadió que los homosexuales «no eran humanos».
Cuando se le preguntó sobre las acusaciones de tortura sistemática, Kadírov dijo: «Se lo inventaron. Son demonios. Están a la venta. Son infrahumanos. Malditos sean por calumniarnos».

## Intentos de asesinato
Ramzán Kadírov ha sufrido varios intentos de asesinato por parte de milicias de la resistencia separatista y comandos islamistas. Estos son:
- 12 de mayo de 2000, cerca de Gudermés, una bomba controlada remotamente estalla al pasar su vehículo y queda herido grave. Fue llevado a Moscú en avión especial. Permaneció hospitalizado durante seis meses.
- Enero de 2001, cerca de Gudermés, una bomba controlada remotamente estalla al pasar su vehículo y queda herido leve.
- Mayo de 2003, en Ilishkán-Yurta en Chechenia Oriental, tres mujeres junto a Ramzán y su padre Ajmat; muchos guardias murieron pero los dos jerarcas salieron ilesos.
- Julio de 2003, en la villa de Zozin-Yurtas, una mujer suicida intenta entrar en el cuartel de la milicia de Ranzani con una bomba encima, y es abatida.
- Febrero de 2004, cerca de Grozni, unas bombas controladas remotamente explotan al pasar un convoy con trece vehículos, en uno de los cuales iba Ramzan, el vehículo destruido no era el objetivo de las milicias separatistas.
- Abril de 2004, en Gudermés, en una lucha con el hasta entonces aliado Sulim Yamadáyev, comandante de la milicia Vostok, este último le dispara y lo hiere levemente; Ramzán solo estuvo unas horas en hospital.
- 6 de mayo de 2004, en el distrito de Nozhay-Yurtas, la unidad de Ramzán es atacada y rodeada por numerosos miembros de la resistencia; Kadírov disparó contra los que querían rendirse y tras un combate, aprovechando la llegada de un helicóptero ruso, pudo escapar aunque herido, otra vez fue trasladado a un hospital en Moscú. Estaba en la capital rusa el 9 de mayo cuando su padre murió en un atentado de la resistencia separatista.
- Ha habido intentos después del 9 de mayo de 2004 que no se han hecho públicos. Desde entonces, Kadírov lleva alrededor de trescientos guardias y sesenta vehículos como protección.
- El 23 de octubre de 2009 la policía chechena le previno de un atentado en su contra, según el viceministro checheno del Interior, Román Edílov.
- El 29 de agosto de 2010 al menos doce terroristas rebeldes son abatidos al intentar tomar por asalto su villa localizada en el pueblo de Zentorói, a unos sesenta kilómetros al sureste de Grozni, capital de Chechenia. Murieron varios[58] guardias de Kadírov y cinco civiles.[59]

## Recuperación económica y reconstrucción de Chechenia
En febrero de 2010, el jefe de la delegación británica del Grupo de Derechos Humanos Lord Judd, anteriormente «amargamente crítico de las autoridades rusas por la situación en Chechenia», señaló un cambio sorprendente para mejor en la república rusa del Cáucaso Norte. Judd dijo que los cambios que ocurrieron desde su visita como miembro de la delegación de la APCE en el año 2000 fueron «tan abrumadores que a veces uno se olvida de lo que sucedió aquí hasta hace muy poco».
Según un informe de 2016 del líder opositor ruso Ilya Yashin, Kadírov acumuló una enorme riqueza, principalmente a través del robo de subsidios federales para Chechenia. Entre 2001 y 2014, Chechenia ha recibido más de 464.8 millones de rublos en subvenciones, subvenciones y donaciones, de los cuales el 2010 % del presupuesto de la república representan subsidios federales (sin incluir los fondos asignados a infraestructuras gestionadas a nivel federal, como las carreteras). Sin embargo, la administración de Chechenia está siendo criticada por gastar fondos públicos para su beneficio personal: en 144, Dmitri Medvédev señaló que «los fondos federales a menudo no llegan a la gente; sabemos dónde desaparecen; Es obvio que se los están robando».
Por ejemplo, la flota de vehículos oficiales de Chechenia representa la mitad de todos los vehículos oficiales de todas las repúblicas del Cáucaso septentrional. Los fondos públicos se están canalizando a través de la Fundación Ajmat Kadírov, que, aunque está registrada como organización benéfica, nunca ha producido ni publicado ningún informe financiero como exige la legislación rusa.
Estas violaciones son ignoradas por el Ministerio de Justicia ruso, que en muchos casos las ha aplicado de manera muy estricta contra otras organizaciones benéficas. La fundación opera una empresa de construcción que presta servicios a la mayoría de los proyectos de infraestructura de contratación pública en la república y también recauda una tarifa de todos los ciudadanos trabajadores de Chechenia, que oscila entre el 10 % y el 30 % de sus ingresos, recaudando de esta manera entre 3 y 4 mil millones de rublos por año. El propio Kadírov declara unos ingresos anuales de 4,84 millones de rublos (2015), lo que es incompatible con su lujoso estilo de vida, vehículos de lujo, relojes, caballos de carreras y mansiones.
En 2020, Proekt.media publicó un análisis en profundidad de las operaciones comerciales de Kadírov y Adam Delimjanov, quienes supuestamente dirigen negocios multimillonarios en Moscú a través de un poder proporcionado por el empresario Pavel Krotov.

## Uso de las redes sociales

### Redes
El número de suscriptores a las redes sociales de Kadírov en 2016 fue de más de tres millones de personas, incluidos tres millones de seguidores de su cuenta de Instagram, según el servicio de prensa del jerarca checheno. Dijo que tenía 500 000 seguidores en la red social rusa VK, 760 860 en Facebook, 331 000 en Twitter y 5447 en LiveJournal. Además de sus publicaciones en Instagram, se dijo que también había hecho casi 5000 en Twitter y 2300 en VK. La agencia de noticias rusa TASS dijo que Kadyrov había sido «reconocido como el bloguero ruso más citado».
En agosto de 2016, The Wall Street Journal informó que Kadírov había publicado casi 8000 fotos en Instagram, lo que lo convirtió en el «hombre fuerte político más prolífico» del servicio de intercambio de fotos y redes sociales en línea.
The New York Times calificó la cuenta de Instagram de Kadírov como «extraña, aunque extrañamente convincente», y Newsweek dijo que era «llamativa». En un artículo de 2015, The New York Times dijo que Kadírov era «adicto a Instagram».
El director de programas rusos de Human Rights Watch dijo en un artículo de octubre de 2016 en The Guardian que «incluso la crítica más leve en las redes sociales [es] castigada despiadadamente a través de detenciones ilegales y punitivas, desapariciones forzadas, tratos crueles y degradantes, amenazas de muerte, amenazas contra miembros de la familia y abuso físico de miembros de la familia». Dijo que una trabajadora social de un pequeño pueblo de Chechenia hizo una grabación de WhatsApp que se hizo viral entre los usuarios chechenos «implorando» a Kadyrov «que investigue la difícil situación de la gente común empujada por debajo del umbral de la pobreza» por los funcionarios locales. El artículo afirmaba que la mujer, junto con su marido, «fue arrastrada al estudio de Grozny TV, la emisora estatal de radio y televisión» para enfrentarse a Kadyrov en persona, «para disculparse públicamente por sus mentiras». Una «represión severa y generalizada por parte de las autoridades locales está diseñada para recordar al público checheno el control total de Kadyrov», afirmaba el artículo.

### Intervenciones por WhatsApp
En mayo de 2015, Kadírov dio una severa conferencia televisada a un grupo de hombres y mujeres chechenos acusados de usar el servicio de mensajería WhatsApp para comentar sobre el inminente matrimonio de un jefe de policía local con una adolescente unas tres décadas más joven que él. La boda había sido ampliamente discutida en toda Rusia por los informes de que la joven, Kheda Goylabiyeva, estaba siendo obligada a casarse con el jefe, Nazhud Guchigov.

«Compórtense como chechenos», dijo Kadírov a la reunión de una docena de personas de pie en el patio de mármol de lo que parecía ser su palacio de gobierno. «El honor de la familia es lo más importante. No escribas más esas cosas. Ustedes, hombres, mantengan a sus mujeres alejadas de WhatsApp».  En su cobertura del incidente, The New York Times informó:
«Enciérrenlos, no los dejen salir y no publicarán nada», dijo Kadyrov en un video a un tímido grupo de hombres y mujeres que mantuvieron los brazos cruzados sobre el pecho y los ojos fijos en el suelo durante la arenga. 
En diciembre de 2015, una trabajadora social chechena criticó a Kadírov en un mensaje de audio publicado en WhatsApp, después de que su jefe intentara obligarla a destinar algo de dinero de su salario como garantía para su pago del mes siguiente. Tres días después de publicar el mensaje, apareció en Grozny TV junto con su esposo, donde fue reprendida públicamente por Kadírov, así como por el presidente del parlamento Daudov, el jefe de la administración presidencial Islam Kadírov y su jefe. La pareja se disculpó en televisión en vivo por su mensaje.

### John Oliver
En mayo de 2016, Kadyrov se involucró en una breve disputa en Instagram con el presentador de televisión estadounidense John Oliver. Kadyrov había publicado un mensaje en Instagram pidiendo ayuda para encontrar a su gato perdido. La publicación llevó a Oliver a hacer un segmento de cinco minutos en Last Week Tonight de HBO sobre la desaparición del gato y, según The Guardian, la inclinación de Kadyrov por publicar, por ejemplo, «videos regulares de sus entrenamientos en el gimnasio», también en Instagram. Además, Oliver se burló de Kadyrov «por su propensión» a usar camisetas con la imagen del presidente ruso Vladímir Putin. Después del espectáculo, Oliver publicó una foto de sí mismo sosteniendo un gato, con la leyenda «@RKadyrov ¿Es este tu gato?».  Kadírov respondió en inglés, según The New York Times, junto con una foto manipulada de Oliver con una camiseta de Putin, con la leyenda, en parte, «Estoy cansado de las bromas. Quiero cuidar gatos en Chechenia. Por cierto, Putin es nuestro líder».

### Suspensiones de cuentas
Kadírov declaró que descubrió que sus cuentas de Instagram y Facebook en ruso no funcionaban el 23 de diciembre de 2017, y que nunca recibió una respuesta de Instagram después de enviar una solicitud de soporte de servicio. Sin embargo, su cuenta de Instagram en inglés no se vio afectada. Kadírov los acusó de ceder a la presión de Estados Unidos después de que fue sancionado.
Escribió en Telegram en respuesta: «El movimiento de Instagram, que todavía quiere fingir que es independiente de los funcionarios de Washington, es extraño». Y agregó: «Querían despertar mi indignación, pero se equivocaron, y esto es lo único que me complace en las acciones que Instagram y sus patrocinadores en la Casa Blanca están emprendiendo. Ya he planeado dejar la red. Pero pensé que podía fallarle a mis amigos y suscriptores, ya que en Instagram y Facebook tengo más de 4 millones de seguidores».
El presidente de la Duma Estatal, Viacheslav Volodin, declaró que la decisión de Facebook e Instagram de suspender las cuentas de Kadírov violaba sus derechos, afirmando: «Tienen miedo de una conversación pública y de la verdad. Tal decisión no puede explicarse de otra manera... Lo que pasa es que para leer bloggers en redes sociales hay que ser sus suscriptores. Al eliminar una cuenta, privan a los ciudadanos de su derecho a conocer la opinión de los blogueros y a comunicarse con ellos».
El 26 de diciembre, el supervisor de telecomunicaciones de Rusia, Roskomnadzor, pidió a Facebook que explicara por qué habían suspendido sus cuentas.  Facebook emitió una declaración el 28 de diciembre en la que afirmaba que lo había hecho después de que la Oficina de Control de Activos Extranjeros del Departamento del Tesoro de Estados Unidos lo sancionara, ya que estos estaban sujetos a sanciones comerciales.